# Mercat Central de Tarragona
El Mercat Central de Tarragona és un monument del municipi de Tarragona protegit com a bé cultural d'interès local.

## Descripció
Edifici de planta longitudinal amb tres naus i una de transversal que divideix la planta en dues meitats simètriques. Les cobertes de fibrociment estan suportades per estructures metàl·liques en arc apuntat i per columnes de fosa amb capitell de gust modernista. L'exterior, completament d'obra, consta de dues façanes principals compostes per tres arcs de mig punt, un de central de grans dimensions, corresponent a la nau central, i dos laterals que defineixen les cantonades. Les façanes laterals repeteixen el mateix esquema amb panys de paret més llargs entre els arcs (el central correspon a la nau transversal). Els arcs i els panys de paret presenten obertures amb llibrets-panells. Fort caràcter modernista en les reixes i la iconografia decorativa i gust neomedieval, amb arcs apuntats i estil de les portes.

## Història
L'edifici es va inaugurar el 19 de desembre de 1915.

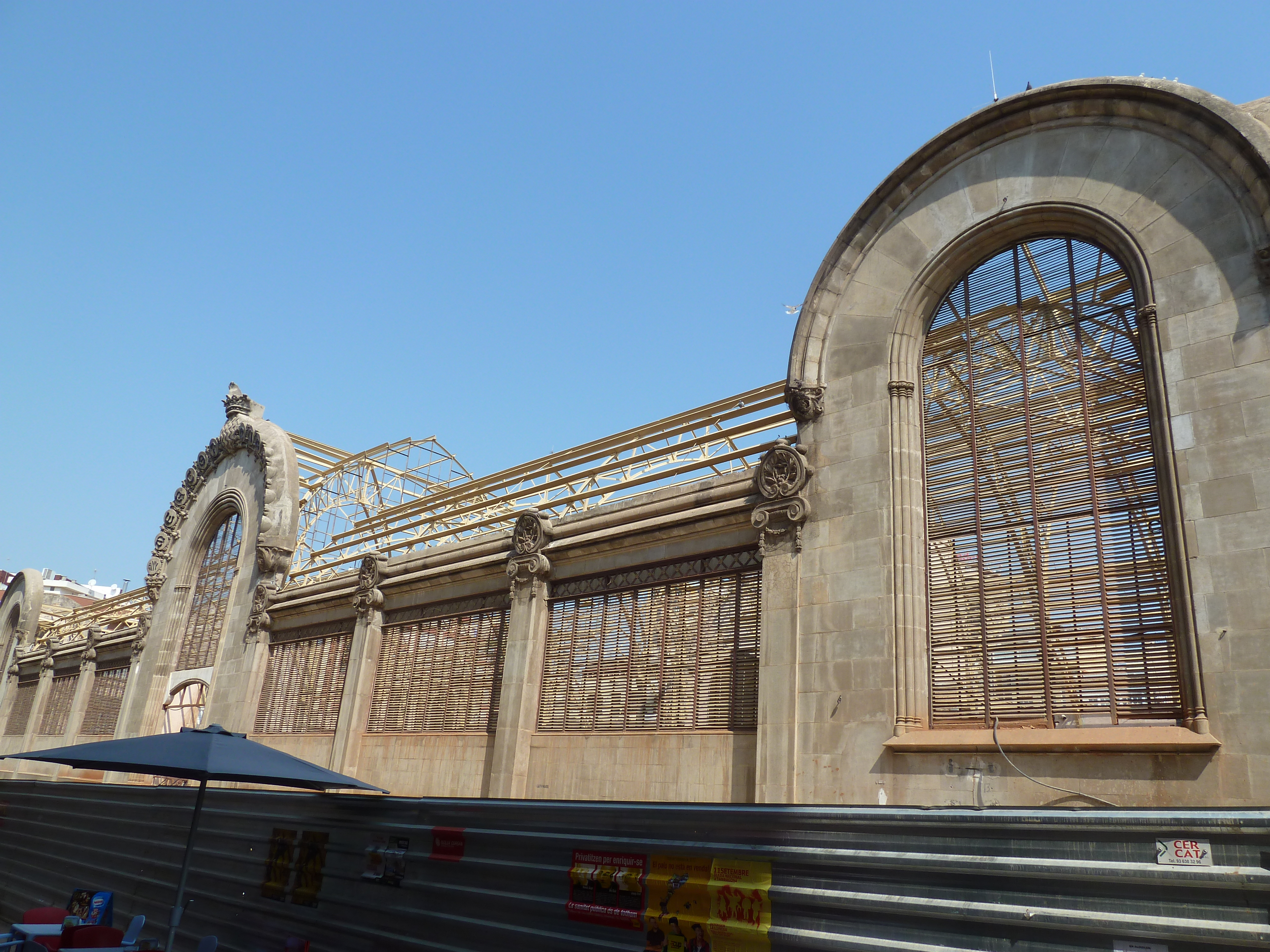
El Mercat Central, durant la reforma, l'any 2012

L'octubre de 2007 van començar unes reformes que van fer desplaçar tots els paradistes del mercat a la plaça del davant (Plaça Corsini) en un edifici temporal. Després de molts retards en les obres, el març de 2017 es va inaugurar la remodelació de l'edifici.